# Kamienica Pod Złotym Pelikanem we Wrocławiu
Kamienica Pod Złotym Pelikanem (j. niem. Goldener Pelikan) – kamienica znajdująca się na wrocławskim rynku pod numerem 43, na jego północnej pierzei, zwanej Targiem Łakoci.

## Historia i architektura kamienicy
Pierwsza zabudowa pojawiła się w pierwsze połowie XIII wieku i zajmowała 1/3 powierzchni parceli: front kurii miał ok. 7 m szerokości. Był to budynek ceglany o dwóch lub trzech kondygnacjach. Najniższy poziom (obecnie piwnica) był przykryty niezachowanym sklepieniem krzyżowym, bezżebrowym. Pod koniec XIII wieku przed fasadą postawiono drewniane przedproże wychodzące w Rynek na ok. 4.2 m. W kolejnych latach drewniany taras zamieniono na murowany i w takiej formie przetrwał do połowy XIV wieku. W tym samym też okresie kamienica została rozbudowana w głąb o drugi, wąski trakt tylny. W XV wieku na tyłach kamienicy funkcjonował browar (od strony ulicy Kuźniczej) i był on integralną częścią posesji.   
W 1734 roku właścicielem kamienicy, kupiec Franz Rava, który dokonał jej renowacji: kamienica zyskała czwartą kondygnację, fasada budynku nabrała barokowego charakteru i zwieńczona została wąskim szczytem z przerwanym naczółkiem. W 1890 roku fasada kamienicy, za sprawą Oscara Schürtzmanna została kolejny raz zmieniona i otrzymała klasycystyczny wygląd z płaskim dachem. Wnętrza budynku zostały dostosowane do potrzeb handlowych: powstał w nim dom handlowy M. Fischhoffa. W drugiej dekadzie XX wieku przebudowane zostały dwie kondygnacje frontowe; na drugim piętrze wyburzono prostokątne okna rozdzielone dotychczas pilastrami i wstawiono w ich miejsce dużą półkolistą witrynę.

### Właściciele i postacie związane z kamienicą
Do 1427 roku kamienica należała do rodziny Prager. Od 1427 i przez kolejne 30 lat posesja znajdowała się w rękach rodziny Slanschynne; w dokumentach źródłowych znajdują się wzmianki o Katarzynie Slanschynne (1427) a następnie o Elżbiecie Slanschynne, która wraz z synem Casparem zarządzała domem od 1433 do 1438. W 1441 kamienica została przekazana w ręce drugiego syna Hansa Slansche a po jego śmierci w 1446 kamienica została sprzedana małżeństwu Martinowi i Margareth Kalbesauge. Martin był złotnikiem i obywatelem Wrocławia od 1440. W latach 1444, 1447, 1450 i 1453 był wybierany starszym cechu roku. W 1457 kamienica została sprzedana innemu złotnikowi Niklasowi Kynast, również wielokrotnie wybieranego na starszego cechu. Zmarł w 1487 roku a kamienica została wówczas sprzedana Valtenowi Meyssner, bogatemu kramarzowi. W 1495 posesja nr 43 została sprzedana mistrzowi złotnikowi Lukasowi Flößer wraz z tylnym przylegającym domem.    
W 1734 roku właścicielem kamienicy był kupiec Franz Rava

## Po II wojnie światowej
Działania wojenne w 1945 roku poważnie uszkodziły kamienicę. Została odbudowana w latach 1953-1955 na podstawie projektu Emila Kaliskiego nawiązującego do jej barokowego wyglądu.